# 50-й истребительный авиационный полк
50-й истребительный авиационный Краснознамённый полк (50-й иап) — воинская часть Военно-Воздушных сил (ВВС) Вооружённых Сил РККА, принимавшая участие в боевых действиях Великой Отечественной войны. Основная задача полка во время войны — ведение воздушной разведки.

## Наименования полка

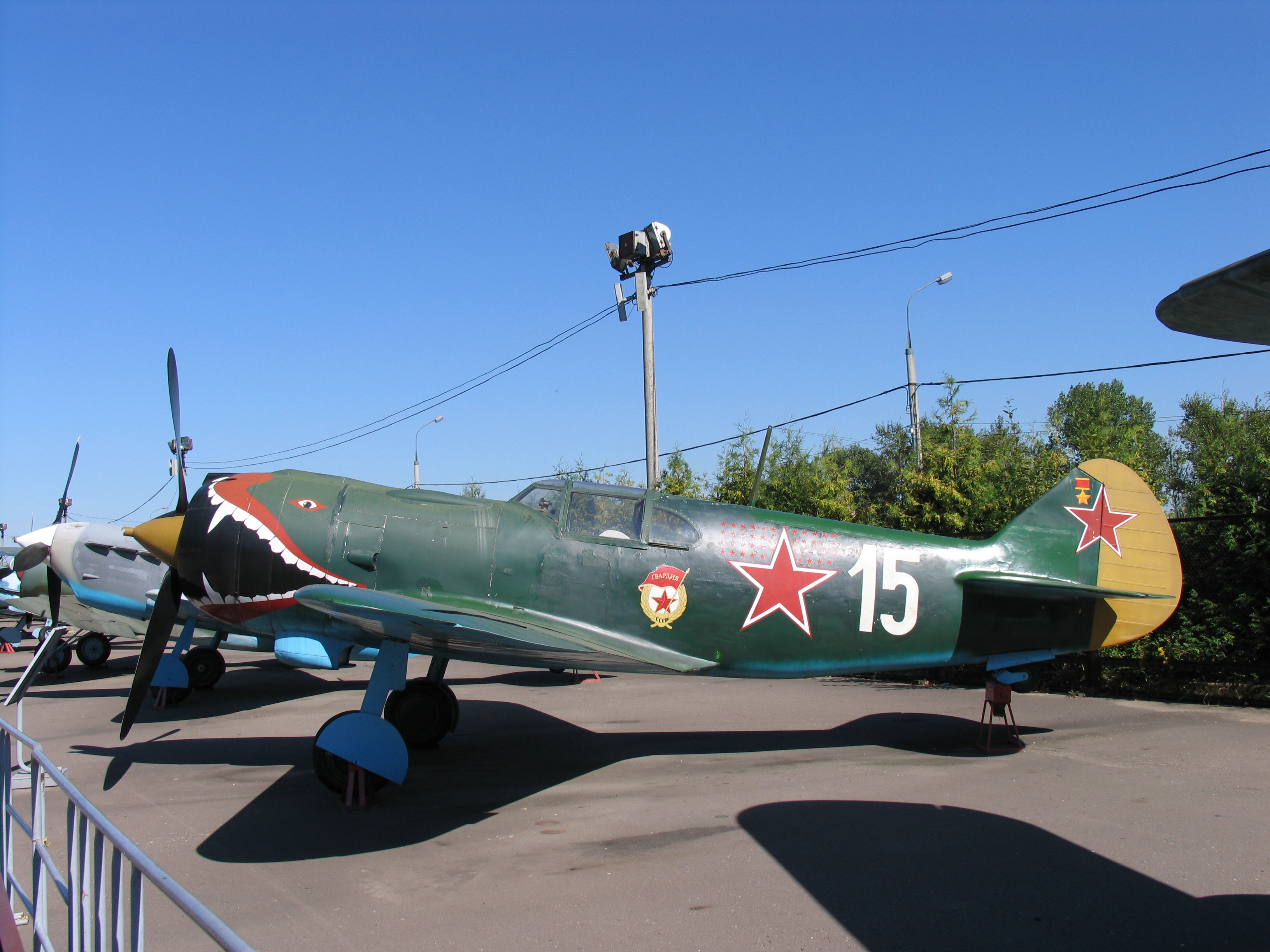
Ла-5

- 50-й истребительный авиационный полк;
- 50-й истребительный авиационный Краснознамённый полк;
- 50-й истребительный авиационный Краснознамённый полк ПВО;
- Полевая почта 25345.

## Создание полка
50-й истребительный авиационный полк сформирован в период с августа по декабрь 1938 года в Закавказском военном округе в составе 4 эскадрилий: две эскадрильи на И-16 и две эскадрильи на И-15 бис. Включён в 60-ю истребительную авиабригаду ВВС ЗКВО. В июле 1940 года полк вошёл в состав 27-й истребительной авиационной дивизии ВВС ЗКВО на аэродроме Насосная. Две эскадрильи перевооружены с И-15 бис на И-153. В августе 1941 года полк переформирован и перевооружён на истребители МиГ-3.

## Расформирование полка
50-й Краснознамённый истребительный авиационный полк ПВО расформирован в 1984 году. Управление полка переформировано в управление 80-й зенитно-ракетной бригады ПВО 12-го корпуса ПВО (город Новороссийск) с сохранением регалий 50-го иап.
В 1994 году все регалии полка Приказом МО РФ № 036 от 15.06.1994 г. переданы в 1537-й зенитный ракетный Кубанский казачий полк.

## В действующей армии
В составе действующей армии:
- с 10 января 1942 года по 15 апреля 1942 года,
- с 9 августа 1942 года по 19 ноября 1942 года,
- с 18 апреля 1943 года по 9 мая 1945 года.

| И-15 бис | И-153 | И-16 |

## Командиры полка
- майор Макаров Александр Михайлович[5], 09.10.1938 — 06.1943
- майор, подполковник Винокуров Алексей Михайлович[5], 05.07.1943 — 18.05.1945
- подполковник Халутин Александр Иванович[6], 09.1945

## В составе соединений и объединений
| Период        | Фронт (округ)                                | армия                               | корпус                                     | дивизия                                      | примечание                                                                                    |
| ------------- | -------------------------------------------- | ----------------------------------- | ------------------------------------------ | -------------------------------------------- | --------------------------------------------------------------------------------------------- |
| 01.08.1938 г. | Закавказский военный округ                   | ВВС округа                          |                                            | 60-я истребительная авиационная бригада      | И-16 и И-15бис                                                                                |
| 01.07.1940 г. | Закавказский военный округ                   | ВВС округа                          |                                            | 27-я истребительная авиационная дивизия      | И-16 и И-153                                                                                  |
| 01.08.1941 г. | Закавказский военный округ                   | ВВС округа                          |                                            | 27-я истребительная авиационная дивизия      | МиГ-3                                                                                         |
| 10.01.1942 г. | Крымский фронт                               | ВВС фронта                          |                                            | 135-я истребительная авиационная дивизия     | МиГ-3, И-16                                                                                   |
| 25.05.1942 г. | Крымский фронт                               | ВВС фронта                          |                                            | 135-я истребительная авиационная дивизия     | Сдал самолёты в 25-й иап и убыл в тыл на доукомплектование и переучивание                     |
| 01.06.1942 г. | Московский военный округ                     | ВВС округа                          |                                            | 2-й запасной истребительный авиационный полк | Сейма Горьковской области, ЛаГГ-3                                                             |
| 06.08.1942 г. | Брянский фронт                               | 15-я воздушная армия                |                                            | 286-я истребительная авиационная дивизия     | ЛаГГ-3                                                                                        |
| 19.08.1942 г. | Брянский фронт                               | 15-я воздушная армия                |                                            | 286-я истребительная авиационная дивизия     | Сдал оставшиеся 3 ЛаГГ-3 в другие части 286-й иад и находился в резерве, боевой работы не вёл |
| 19.11.1942 г. | Брянский фронт                               | 15-я воздушная армия                |                                            | 286-я истребительная авиационная дивизия     | убыл в тыл на доукомплектование и переучивание                                                |
| 20.11.1942 г. | Приволжский военный округ                    | ВВС округа                          |                                            | 4-й запасной истребительный авиационный полк | Моршанск Тамбовской области, Ла-5                                                             |
| 18.04.1943 г. | Брянский фронт                               | 15-я воздушная армия                |                                            | 284-я истребительная авиационная дивизия     | Ла-5                                                                                          |
| 05.05.1943 г. | Брянский фронт                               | 15-я воздушная армия                |                                            | 315-я истребительная авиационная дивизия     | Ла-5                                                                                          |
| 20.10.1943 г. | 2-й Прибалтийский фронт                      | 15-я воздушная армия                |                                            | 315-я истребительная авиационная дивизия     | Ла-5                                                                                          |
| 15.10.1944 г. | 2-й Прибалтийский фронт                      | 15-я воздушная армия                | 14-й истребительный авиационный корпус     | 315-я истребительная авиационная дивизия     | Ла-5                                                                                          |
| 01.11.1944 г. | 2-й Прибалтийский фронт                      | 15-я воздушная армия                | 14-й истребительный авиационный корпус     | 315-я истребительная авиационная дивизия     | Ла-5, Ла-7                                                                                    |
| 01.04.1945 г. | Ленинградский фронт Курляндская группа войск | 15-я воздушная армия                | 14-й истребительный авиационный корпус     | 315-я истребительная авиационная дивизия     | Ла-5, Ла-7                                                                                    |
| 09.05.1945 г. | Ленинградский фронт Курляндская группа войск | 15-я воздушная армия                | 14-й истребительный авиационный корпус     | 315-я истребительная авиационная дивизия     | Ла-5, Ла-7                                                                                    |
| 10.05.1945 г. | Прибалтийский военный округ                  | 15-я воздушная армия                | 14-й истребительный авиационный корпус     | 315-я истребительная авиационная дивизия     | Ла-5, Ла-7                                                                                    |
| 01.01.1946 г. | Белорусский военный округ                    | 1-я воздушная армия                 | 14-й истребительный авиационный корпус     | 315-я истребительная авиационная дивизия     | Ла-5, Ла-7                                                                                    |
| 20.02.1949 г. | Белорусский военный округ                    | 26-я воздушная армия                | 58-й истребительный авиационный корпус     | 315-я истребительная авиационная дивизия     | Ла-7                                                                                          |
| 01.07.1950 г. | Московский округ ПВО                         | 64-я воздушная истребительная армия | 88-й истребительный авиационный корпус ПВО | 315-я истребительная авиационная дивизия ПВО | Ла-7                                                                                          |
| 01.07.1950 г. | Московский округ ПВО                         | 64-я воздушная истребительная армия | 88-й истребительный авиационный корпус ПВО | 315-я истребительная авиационная дивизия ПВО | Ла-7                                                                                          |
| 01.09.1951 г. | Северо-Кавказский военный округ              | ВВС округа                          |                                            | 315-я истребительная авиационная дивизия     | МиГ-15                                                                                        |
| 01.07.1954 г. | Северо-Кавказская армия ПВО                  |                                     | 36-й истребительный авиационный корпус ПВО | 315-я истребительная авиационная дивизия ПВО | МиГ-15                                                                                        |
| 01.03.1960 г. | 19-я армия ПВО                               | 12-й корпус ПВО                     |                                            |                                              | МиГ-17                                                                                        |

## Первая известная воздушная победа полка
Первая известная воздушная победа полка в Отечественной войне одержана 1 февраля 1942 года: парой МиГ-3 (ведущий младший лейтенант Меняк) в воздушном бою в районе н.п. Кой-Асан сбит немецкий истребитель Ме-109.

## Участие в сражениях и битвах
- Бои на Крымском полуострове — с 25 января 1942 года по 15 апреля 1942 года
- Керченско-Феодосийская десантная операция — с 25 января 1942 года по 15 апреля 1942 года
- Воронежско-Ворошиловградская операция — с 9 августа 1942 года по 19 августа 1942 года
- Орловская операция «Кутузов» — с 27 июля 1943 года по 18 августа 1943 года
- Брянская операция — с 17 августа 1943 года по 3 октября 1943 года
- Ленинградско-Новгородская операция — с 14 января 1944 года по 1 марта 1944 года
- Режицко-Двинская операция — с июля 1944 года по август 1944 года
- Рижская операция — с 15 октября 1944 года по 22 октября 1944 года.
- Прибалтийская операция — с 15 октября 1944 года по 24 ноября 1944 года.
- Блокада и ликвидация Курляндской группировки — с 15 октября 1944 года по апрель 1945 года.
- Восточно-Прусская операция — с 13 января 1945 года по 25 апреля 1945 года.
- Кёнигсбергская операция — с 6 апреля 1945 года по 9 апреля 1945 года.

## Награды
50-й истребительный авиационный полк за образцовое выполнение боевых заданий командования на фронте борьбы с немецкими захватчиками и проявленные при этом доблесть и мужество Указом Президиума Верховного Совета СССР от 2 августа 1944 года награждён орденом Красного Знамени.
| МиГ-17 | МиГ-15 | МиГ-17 |

## Благодарности Верховного Главнокомандования
Верховным Главнокомандующим объявлены благодарности личному составу полка в составе 286-й иад:
- за освобождение города Нежин[7].

Верховным Главнокомандующим объявлены благодарности полку в составе 315-й иад:
- за овладение городом Идрица[8]
- за овладение городами Даугавпилс (Двинск) и Резекне (Режица)[9]
- за овладение городом Рига[10]

## Статистика боевых действий
За годы Великой Отечественной войны полком:
| Выполнено боевых вылетов | Сбито самолётов противника в воздухе | Сбито самолётов противника всего |
| ------------------------ | ------------------------------------ | -------------------------------- |
| 7599                     | 58                                   | 111                              |

Свои потери:
| Потеряно самолётов, всего | Погибло лётчиков всего |
| ------------------------- | ---------------------- |
| 96                        | 62                     |

## Самолёты на вооружении
| Период      | Самолёты |
| ----------- | -------- |
| 1938 — 1942 | И-16     |
| 1938 — 1940 | И-15бис  |
| 1940 — 1942 | И-153    |
| 1941 — 1942 | МиГ-3    |
| 1942 — 1942 | ЛаГГ-3   |
| 1942 — 1945 | Ла-5     |
| 1945 — 1951 | Ла-7     |
| 1951 — 1956 | МиГ-15   |
| 1955 — 1967 | МиГ-17   |

## Базирование
| Период            | Аэродромы                 |
| ----------------- | ------------------------- |
| 06.1945 — 11.1946 | Тукумс, Латвия            |
| 11.1946 — 1950    | Лида, Гродненская область |